# (1392) Pierre
(1392) Pierre es un asteroide perteneciente al cinturón de asteroides descubierto por Louis Boyer el 16 de marzo de 1936 desde el observatorio de Argel-Bouzaréah, Argelia.

## Designación y nombre
Pierre fue designado inicialmente como 1936 FO.
Más tarde, se nombró en honor de un sobrino del descubridor.

## Características orbitales
Pierre está situado a una distancia media de 2,608 ua del Sol, pudiendo acercarse hasta 2,086 ua. Su excentricidad es 0,2004 y la inclinación orbital 12,26°. Emplea 1539 días en completar una órbita alrededor del Sol.